# Kostěnice
Kostěnice är en ort i Tjeckien.   Den ligger i regionen Pardubice, i den centrala delen av landet, 110 km öster om huvudstaden Prag. Kostěnice ligger 236 meter över havet och antalet invånare är 494.
Terrängen runt Kostěnice är platt.Runt Kostěnice är det ganska tätbefolkat, med 104 invånare per kvadratkilometer. Närmaste större samhälle är Pardubice, 9,7 km väster om Kostěnice. Trakten runt Kostěnice består till största delen av jordbruksmark.